# Дом-музей С. Д. Меркурова
Дом-музей С. Д. Меркурова — музей в Гюмри, организованный в доме, где в 1881 году родился выдающийся советский скульптор-монументалист Сергей Меркуров.

## О музее
В 1869 году этот дом построил дед скульптора, Фёдор Меркуров. В 1950 году скульптор, будучи единственным наследником отцовского дома, пожертвовал его городу.
Идея создания музея Меркурова родилась лишь в 1977 году во время рабочей встречи Первого секретаря Ленинаканского горкома Компартии Армении Роберта Арзуманяна c главным архитектором Ленинакана Сашуром Калашяном, искусствоведом Генрихом Игитяном и историком Лаврентием Барсегяном.
Дом-музей был открыт в 1984 году. Здание — типичный образец купеческого особняка Гюмри XIX века, выполненный из туфа красного и чёрного цветов. К дому пристроена резная деревянная терраса. Здание музея примыкает к соседнему зданию — дому семьи Дзитохцянов, в настоящее время в нём размещается Музей народной архитектуры и городского быта Гюмри.
В 1988 году музей Меркурова пострадал во время землетрясения и был восстановлен лишь в 2003 году благодаря поддержке фонда «Линси».
В 2016 году правительство Армении выделило финансирование на ремонт дома-музея. Работы по обновлению музея проводились при активном участии правнука скульптора, Антона Меркурова, занимающегося наследием С. Д. Меркурова.
В экспозиции музея представлены работы Меркурова, его документы и личные вещи. Особое место занимают авторские копии посмертных масок знаменитых людей, среди них Ованнес Туманян, Хримян Айрик, Лев Толстой, Альберт Эйнштейн, Владимир Ленин, Надежда Крупская.

## Экспозиция

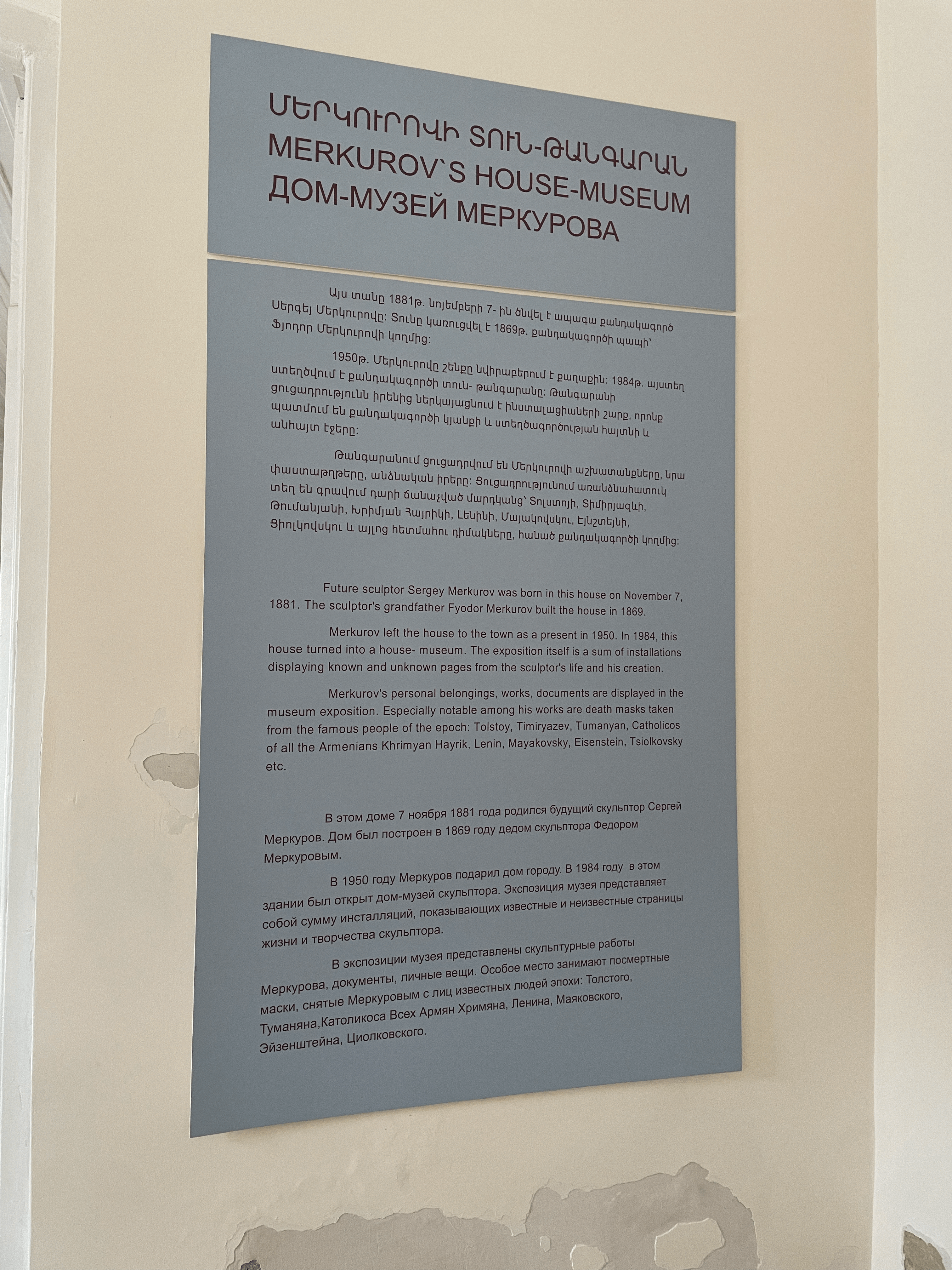
Информационная табличка
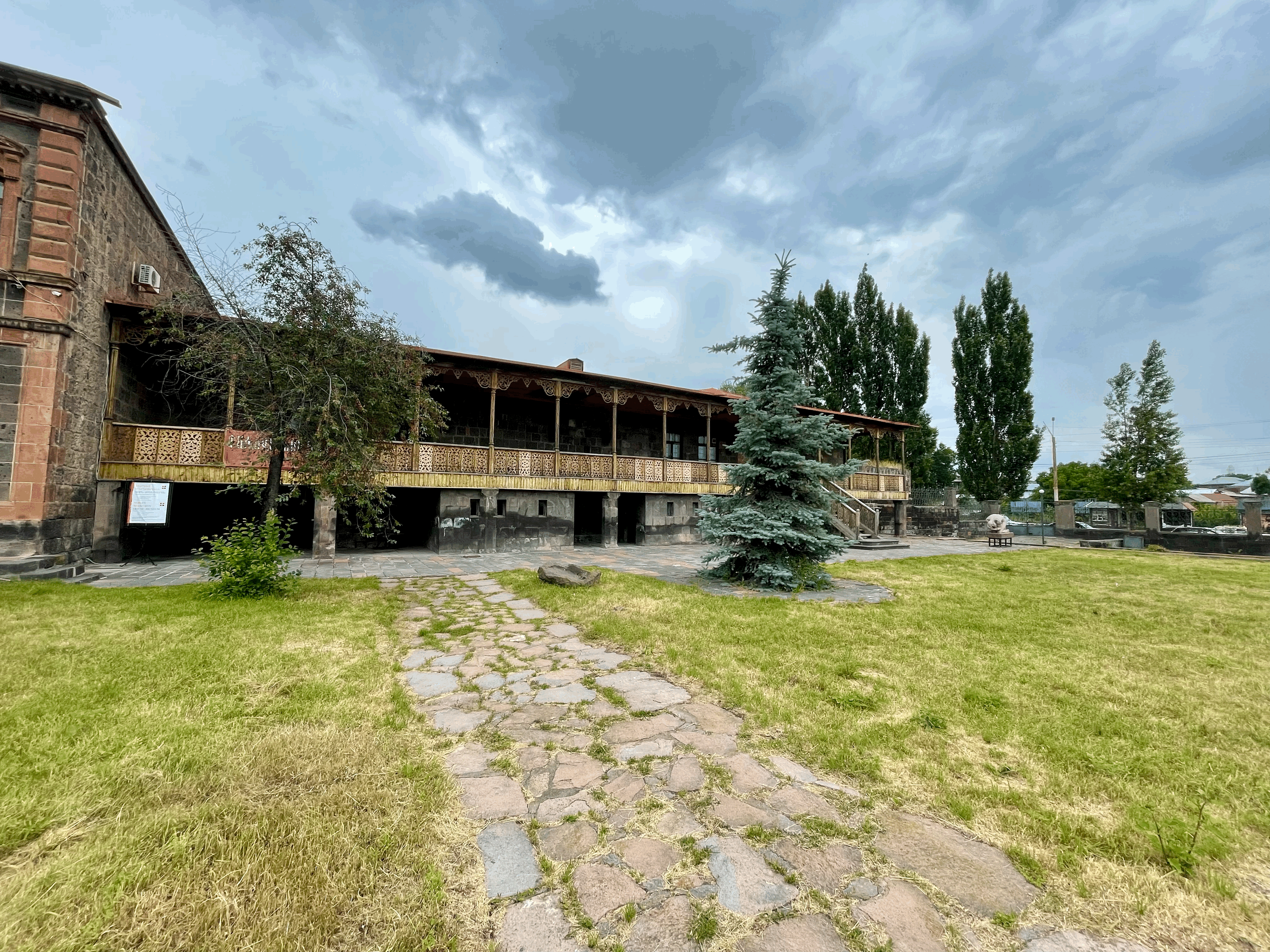
Музей располагается в доме, где родился C. Д. Меркулов (1869 год постройки)
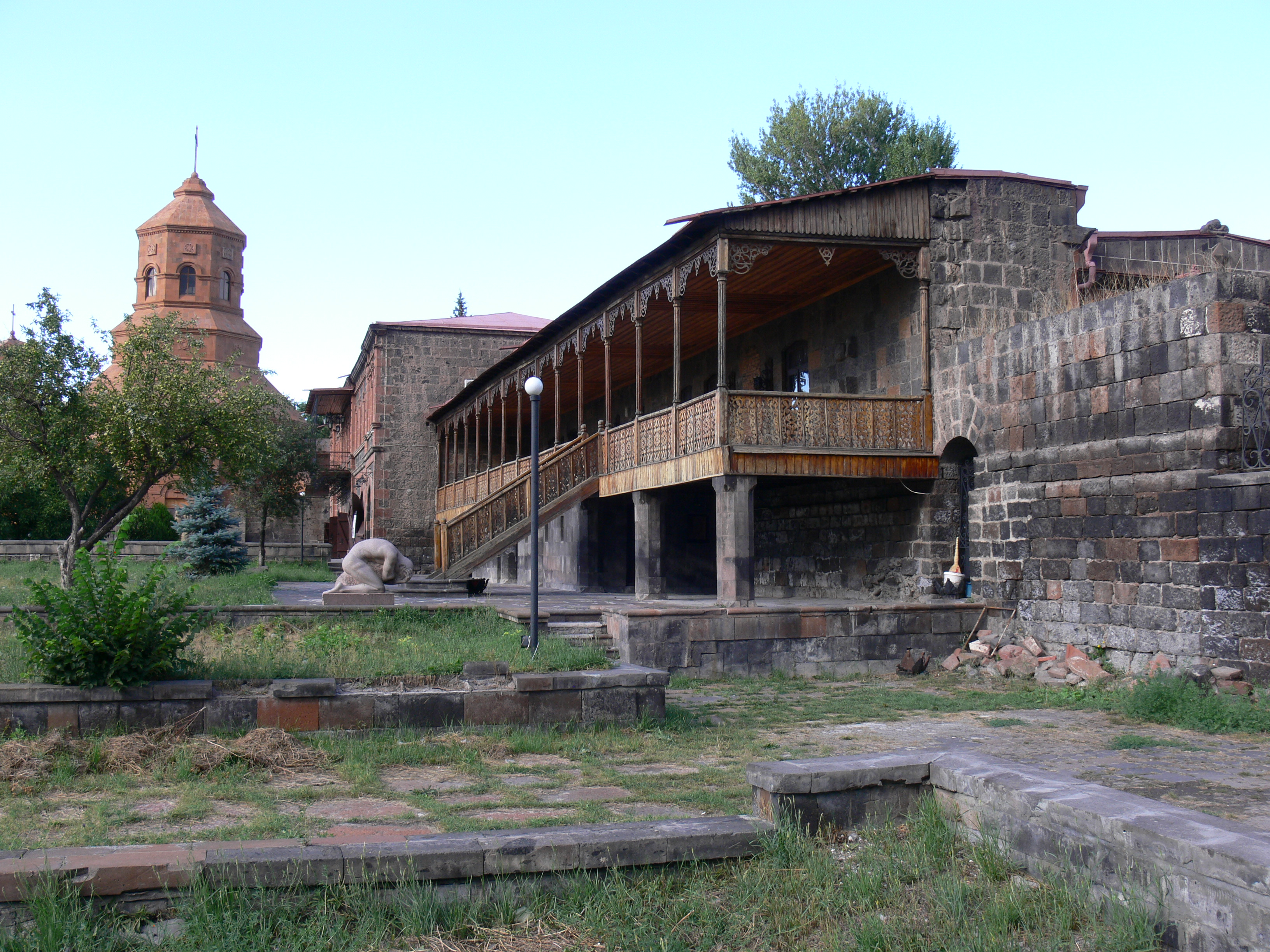
Вид с торца, позади Музей народной архитектуры и быта, а также Собор Святых Мучеников
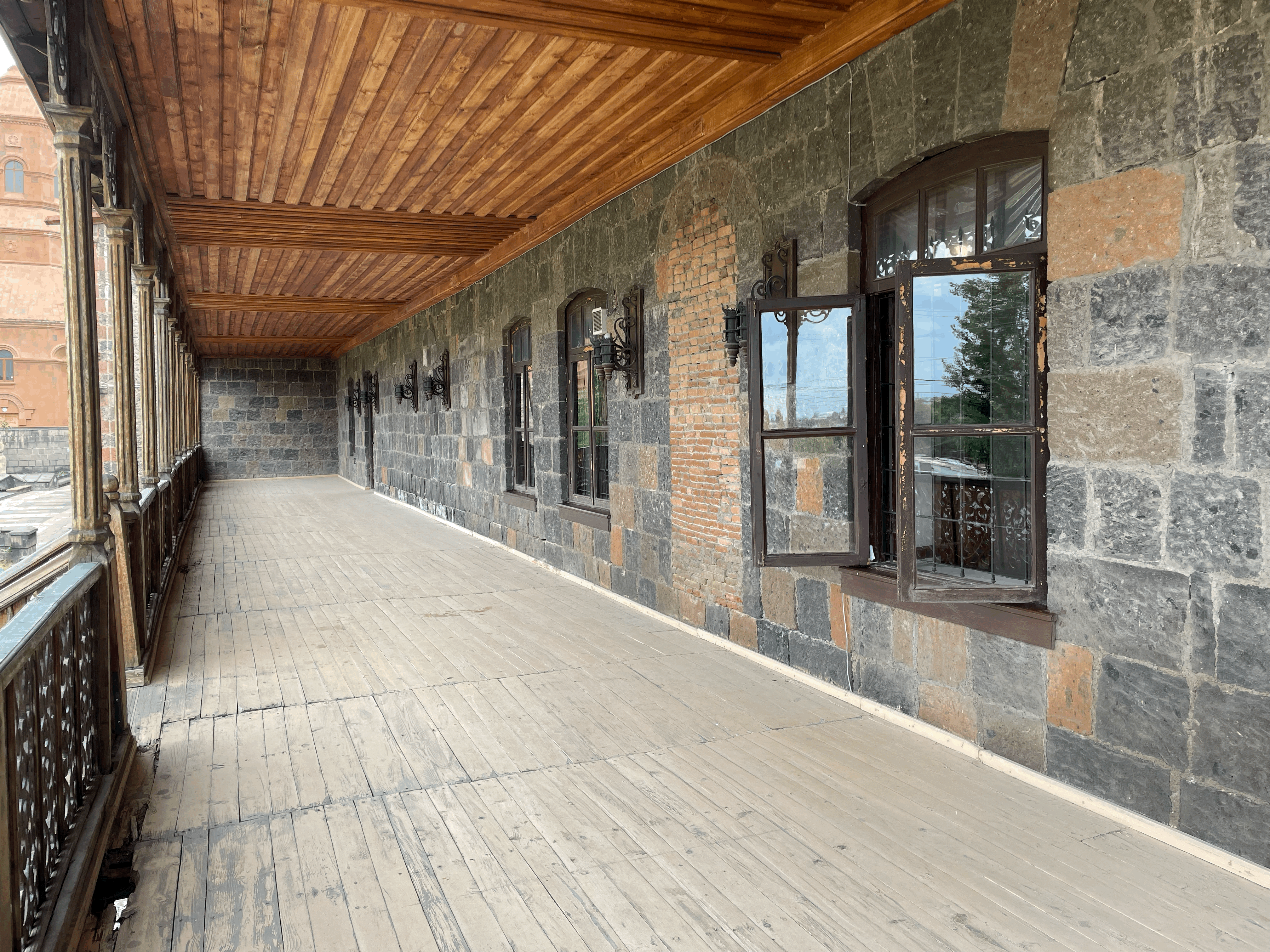
Терасса дома
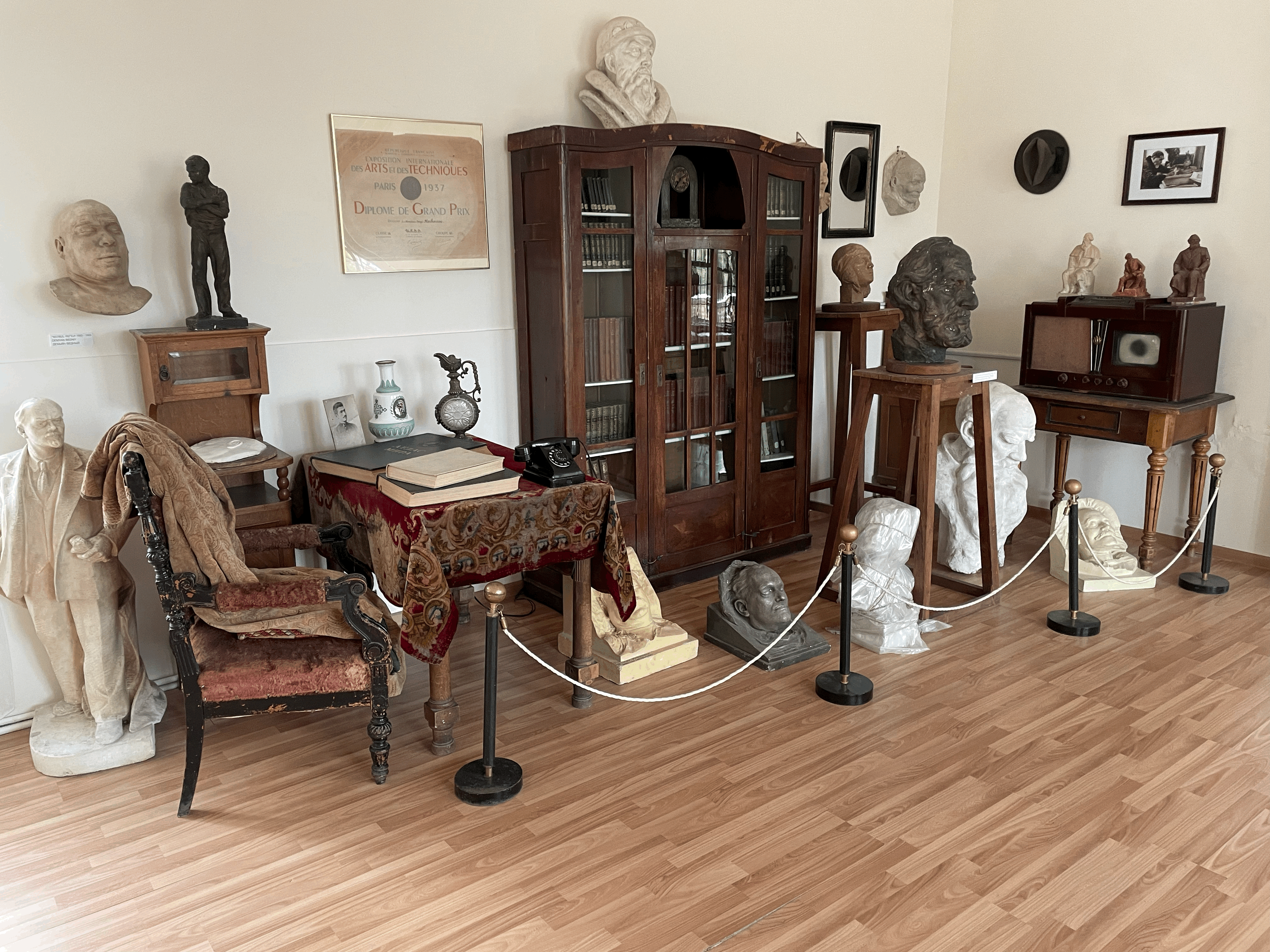
Фрагмент экспозиции музея
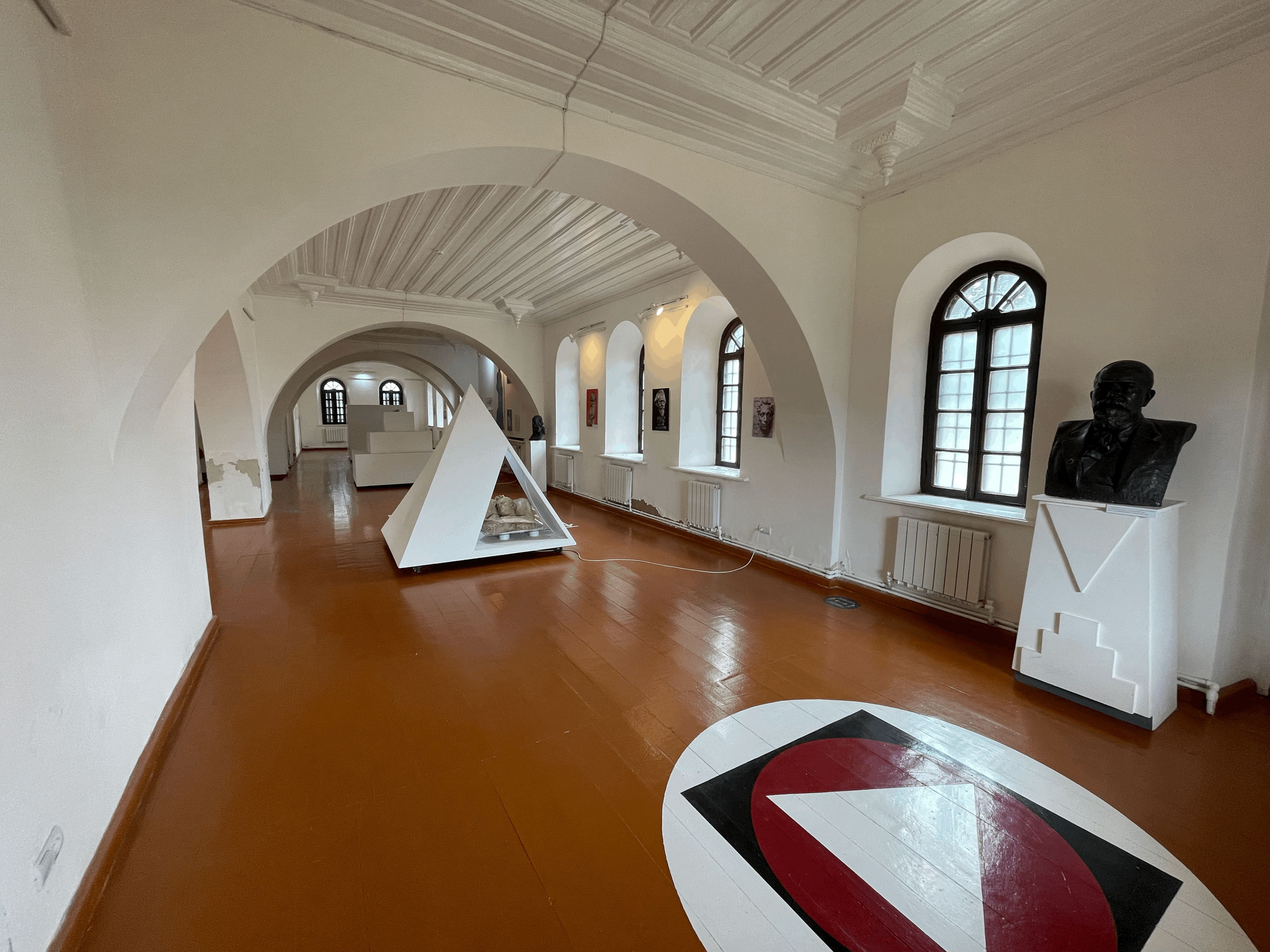
Фрагмент экспозиции музея
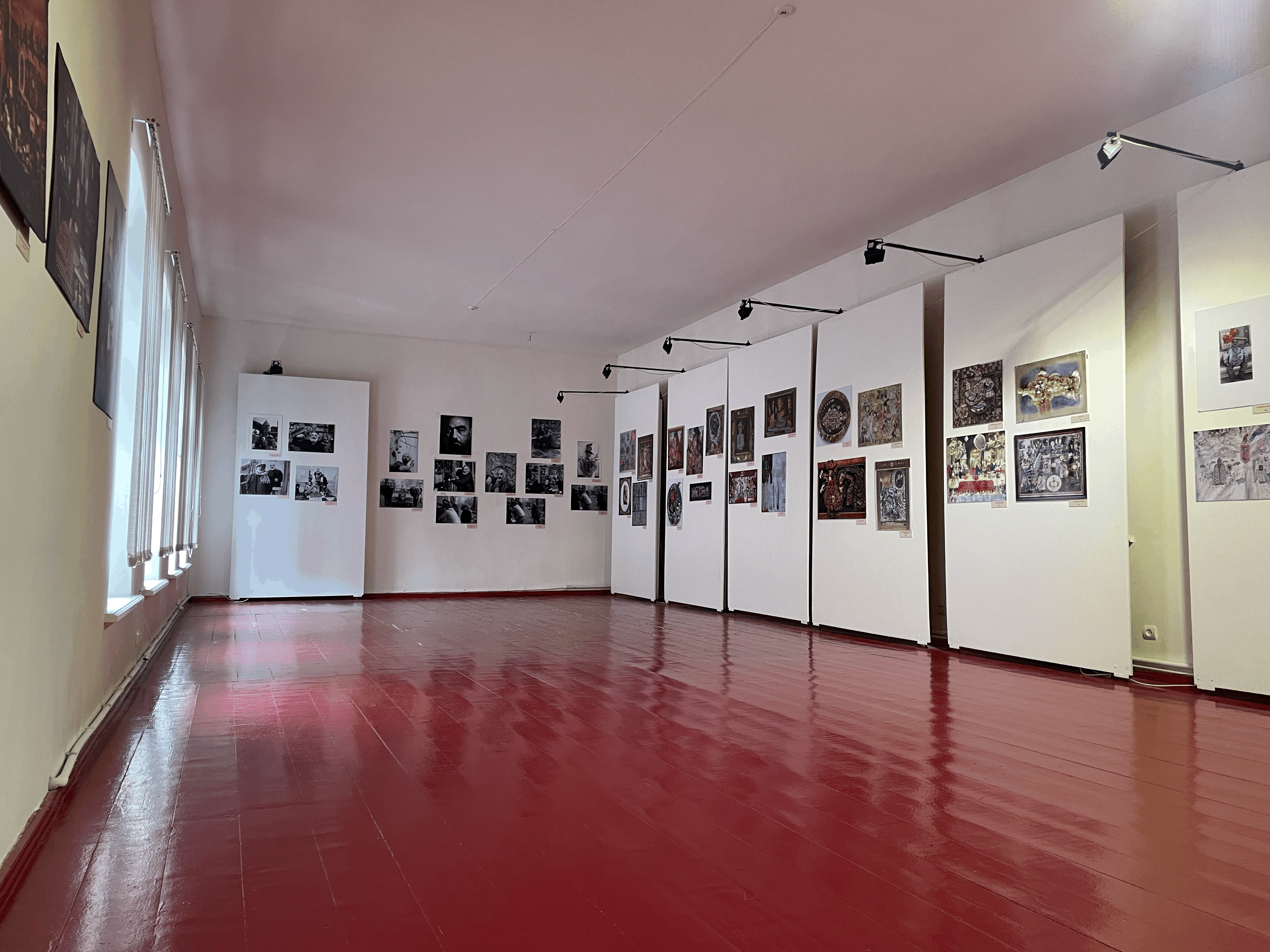
Фрагмент экспозиции музея

## Внешние ссылки
Дом-музей Сергея Меркурова